# Simone Peterzano

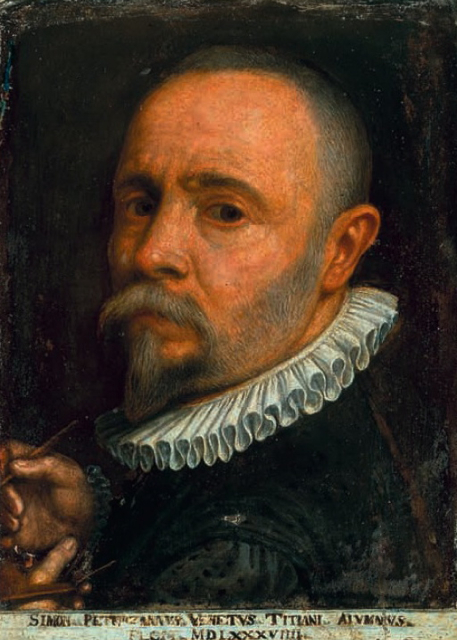
Simone Peterzano: Selbstbildnis (1589).

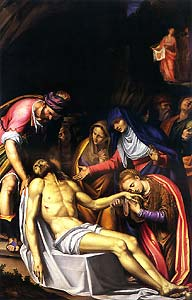
Kreuzabnahme, San Fedele (Mailand).

Simone Peterzano, auch Peterzani oder Petrazzani (* um 1535 in Bergamo; † 6. November 1599 in Mailand), war ein italienischer Maler des späten lombardischen Manierismus. Er ist heute vor allem als Lehrer Caravaggios bekannt.

## Leben
Über das frühe Leben und die Lehrzeit Peterzanos ist wenig bekannt. Er selbst gab an, Schüler Tizians in Venedig gewesen zu sein, u. U. zur gleichen Zeit wie El Greco. Peterzano signierte seine Bilder später mit Titiani alunnus oder Titiani discipulus (Schüler des Tizian). In der späteren Rezeption werden Zweifel daran geäußert (siehe auch „Schaffen“). Seine Tätigkeit in Mailand lässt sich ab 1573 nachweisen. Der Maler war im Kirchspiel San Giorgio al Pozzo Bianco ansässig.
Im April 1584 nahm Peterzano den später als Caravaggio bekannt gewordenen Michelangelo Merisi für eine vierjährige Lehrzeit in seine Werkstatt gegen Zahlung von 24 Goldscudi auf. Es wird spekuliert, dass Peterzano von 1586 bis 1589 in Rom lebte.

## Schaffen
Peterzanos erstes bekanntes Werk sind die Fresken in der Mailänder Kirche San Maurizio al Monastero Maggiore (1573). Die Fresken weisen Einflüsse von Veronese und Tintoretto auf. Aus demselben Jahr stammen zwei Ölgemälde mit Darstellungen der Heiligen Paulus und Barnabas für die Kirche San Barnaba in Mailand. Auch hier sind Einflüsse von Tintoretto, Moretto sowie der Mailander Manieristen zu beobachten.
Aus der gleichen Zeit stammt eine Pietà in der Kirche San Fedele sowie eine Ausgießung des Heiligen Geistes für San Paolo Converso (jetzt in Sant’Eufemia).
Ab 1578 bis 1583 malte Peterzano die Fresken im Chor der Mailänder Kartause (Certosa di Garegnano). Diese Fresken sind ein Ausdruck seiner reifen Form, die sich danach nicht mehr deutlich entwickeln sollte. Hier vereinigte er Elemente von Antonio Campis Naturalismus mit manieristischen Formen, die z. T. von Demio beeinflusst waren. Seine vermutlich aus den Jahren 1583/1584 stammende Kreuzabnahme (San Fedele, Mailand) steht wiederum Moretto näher.
Seine späteren Werke sind eher monumentaler Natur, wie z. B. der Altaraufsatz für den Mailänder Dom (1592, jetzt in der Pinacoteca Ambrosiana).
Trotz der Lehre bei Tizian ist Peterzanos Kunst im Wesentlichen in der akademisch-rigiden lombardischen Tradition seiner Zeit gefangen und durch schwere klassizistische Formen, harte Konturen und naturalistische Details mit nur gelegentlich durchbrechender Tizianischer Farbe und Atmosphäre gekennzeichnet. Luigi Lanzi schrieb schon Ende des 18. Jahrhunderts, dass Peterzanos Stil offensichtlich mailändischen Ausdruck, Verkürzung und Perspektive auf Tizianische Farbgebung pfropfen wollte. Anderweitig wird die Lehre bei Tizian gänzlich angezweifelt.